# Dudar
Dudar je obec v Maďarsku v župě Veszprém, spadající pod okres Zirc. Nachází se asi 6 km severovýchodně od Zirce a asi 50 km severně od Veszprému. V roce 2015 zde žilo 1 649 obyvatel. Dle údajů z roku 2011 tvoří 87,5 % obyvatelstva Maďaři, 1,4 % Němci a 0,5 % Romové, přičemž 12,2 % obyvatel se k národnosti nevyjádřilo.
Kromě hlavní části je součástí obce i osada Kisdudar.
Sousedními obcemi jsou Bakonynána, Bakonyoszlop, Csetény a Nagyesztergár.